# Yannik Engelhardt
Yannik Engelhardt (* 7. Februar 2001 in Göttingen) ist ein deutscher Fußballspieler. Der defensive Mittelfeldspieler steht bei Como 1907 in der italienischen Serie A unter Vertrag.

## Werdegang
Engelhardt stammt aus Wollbrandshausen und begann seine Karriere als Mitglied des FC Höherberg in der G-Jugend der JSG Höhbernsee, wo er bis zur D-Jugend aktiv war. 2014 spielte er als Gastspieler beim JFV Eichsfeld, bevor er 2015 in die Jugend des SV Werder Bremen wechselte und dort die Jugendmannschaften ab der U15 durchlief. Im Dezember 2018 debütierte Engelhardt in der deutschen U18-Nationalmannschaft und kam 2019 auch zu zwei Einsätzen in der U19-Auswahl. Bei Werder Bremen kam er noch als Mitglied der U19-Junioren 2019 zu seinen ersten Einsätzen in der zweiten Mannschaft in der Regionalliga Nord. Zur Saison 2020/21 rückte er im Sommer 2020 fest in den Kader der Regionalliga-Mannschaft des Vereins auf, kam dort jedoch nur noch zu acht Einsätzen, bevor der Spielbetrieb im November aufgrund der COVID-19-Pandemie in Deutschland eingestellt wurde. Im Herbst 2020 spielte er zudem drei Mal für die U20-Nationalmannschaft.
Im Sommer 2021 unterzeichnete Engelhardt in Bremen einen Profivertrag und wechselte für die Saison 2021/22 auf Leihbasis zur zweiten Mannschaft des SC Freiburg, die zuvor in die 3. Liga aufgestiegen war. In der Freiburger Zweitvertretung zählte er unter Thomas Stamm zum Stammpersonal und kam in 29 Drittligaspielen (alle von Beginn) zum Einsatz, in denen er ein Tor erzielte und 4 vorbereitete. Im März 2022 zählte der 21-Jährige unter Christian Streich zudem bei zwei Bundesligaspielen zum Spieltagskader, wurde jedoch nicht eingesetzt. Aufgrund einer Knöchelverletzung fiel er ab Anfang April 2022 über das Saisonende hinaus aus. Vor der Saison 2022/23 wurde die Leihe um ein Jahr verlängert. Ab Oktober 2022 konnte Engelhardt wieder spielen und sich erneut als Stammspieler in der zweiten Mannschaft durchsetzen.
Im Sommer 2023 machten die Freiburger zunächst von einer Kaufoption Gebrauch und verpflichteten Engelhardt fest, transferierten ihn wenig später zu Beginn der Saison 2023/24 jedoch zum Zweitligisten Fortuna Düsseldorf. Dort konnte sich Engelhardt unter Trainer Daniel Thioune ebenfalls als Stammspieler durchsetzen und belegte mit der Mannschaft am Saisonende den dritten Tabellenplatz.
Zur Saison 2024/25 wechselte er zum italienischen Erstligisten und Aufsteiger Como 1907.